# Otto Schönberger

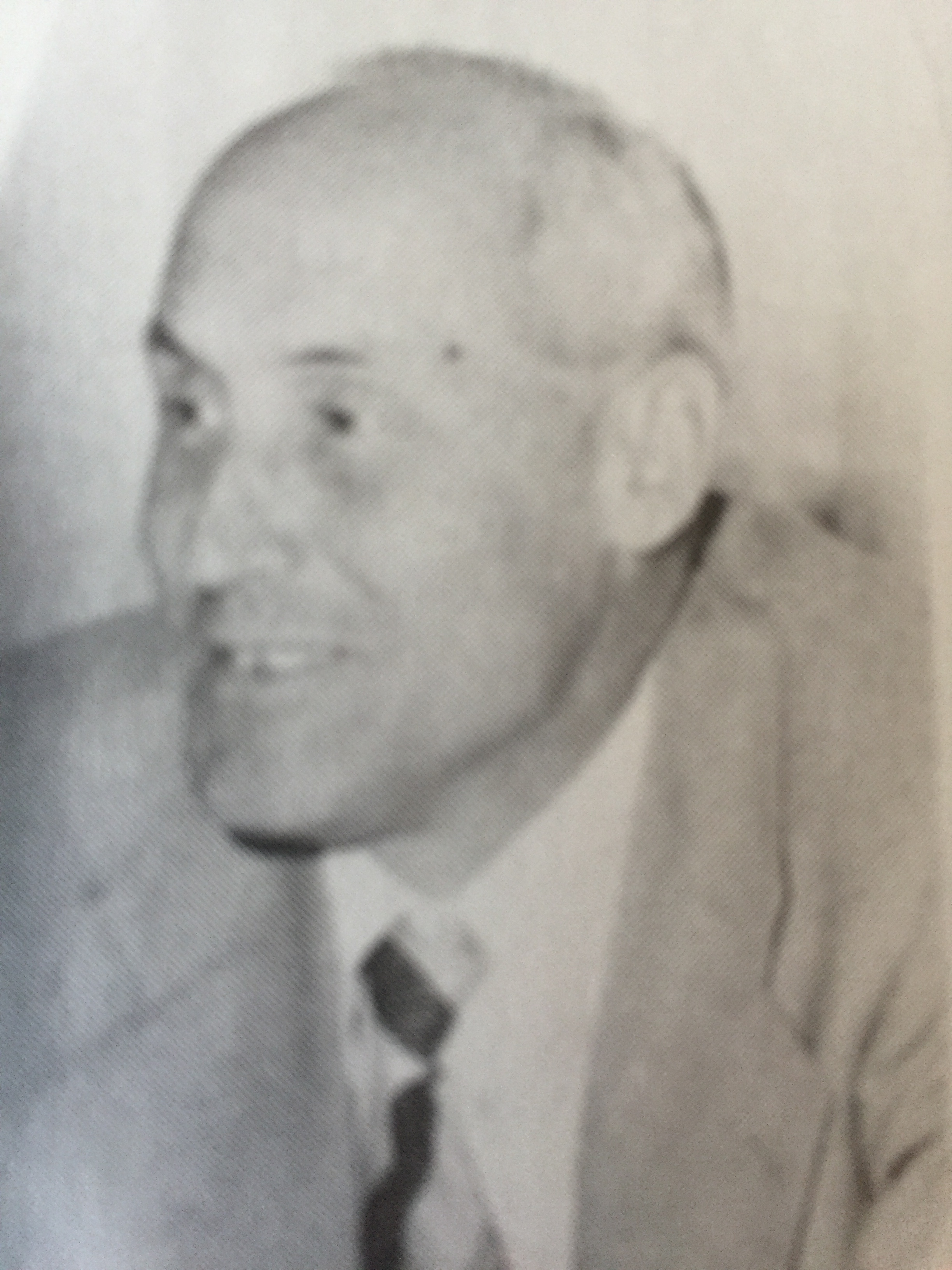
Otto Schönberger

Otto Schönberger (* 22. Februar 1926 in Dillingen an der Donau) ist ein deutscher Altphilologe und Fachdidaktiker.

## Biografie
Schönberger besuchte von 1936 an das Humanistische Gymnasium seiner Heimatstadt, an dem auch sein Vater als Lehrer für Alte Sprachen wirkte. 1943 wurde er als Flakhelfer nach Augsburg eingezogen, im folgenden Jahr kam er zur Luftwaffe nach Belgien, wo er bis zum Kriegsende zweimal verwundet wurde. Anschließend studierte Schönberger von 1946 bis 1950 an der Julius-Maximilians-Universität Würzburg Klassische Philologie, Sprachwissenschaft, Philosophie und Archäologie bis zur Promotion 1951 über Die Klagen über den Verfall der römischen Beredsamkeit im ersten Jahrhundert nach Christus. Ein Beitrag zum Problem der Dekadenz. Während seiner Studienzeit wohnte er in Veitshöchheim. Danach trat er als Studienassessor am Neuen Gymnasium in Würzburg seinen Dienst als Lehrer an. Im Anschluss war er von 1960 bis 1976 am Wirsberg-Gymnasium als Seminarlehrer tätig. Viele Jahre lang lehrte er nebenamtlich an der Julius-Maximilians-Universität lateinische und griechische Stilistik. Seine zahlreichen Veröffentlichungen hierzu gelten nach wie vor als Standardwerke auf diesem Gebiet. Von 1976 bis 1984 war er Schulleiter des Siebold-Gymnasiums in Würzburg. Von ihm stammen kommentierte Klassikertexte, die vor allem im Reclam-Verlag verlegt wurden, sowie eine Lateinische Phraseologie, ein Übungsbuch des lateinischen Stils und ein Übungsbuch der griechischen Sprache. Die Lateinische Synonymik von Hermann Menge hat Schönberger von der fünften Auflage an bearbeitet. Zusammen mit seiner Frau Eva übersetzte er die Margarita Philosophica des Gregor Reisch von 1517.
Als Fachdidaktiker hat er in den 1970er Jahren in Auseinandersetzung mit Saul B. Robinsohn maßgeblich die Umstellung des altsprachlichen Unterrichts auf die neue Lernzielmatrix beeinflusst und mit die Grundlagen für modernen Unterricht gelegt.
Schönberger schrieb auch 1981 Die Leihkatze oder wie man Katzen lieben lernt sowie autobiographische Schriften. Otto Schönberger lebt in Gerbrunn bei Würzburg.
Für ihre Übersetzungen aus dem Lateinischen und Griechischen erhielten Otto und Eva Schönberger am 7. Dezember 2019 den Akademie-Preis der Bayerischen Akademie der Wissenschaften.

## Schriften
- Anmerkungen zu einem Buch von Saul B. Robinsohn. In: MDAV. 3/1968, S. 2–7.
- Entstehung und Funktion der Lernzielmatrix für den Lateinunterricht. In: Karl Bayer (Hrsg.): Lernziele und Fachleistungen. Ein empirischer Ansatz zum Latein-Curriculum. Stuttgart 1973, S. 25–29.
- Aristoteles: Über die Welt. Reclam, Stuttgart 2005.
- Ausonius: Mosella. Mit Texten von Symmachus und Venantius Fortunatus. Lat.-dt. Reclam, Stuttgart 2000.
- Caesar: Der Gallische Krieg. Lat.-dt. Albatros, Düsseldorf 2008.
- Caesar: Der Bürgerkrieg. Lat.-dt. Artemis, München/Zürich 1990.
- Cato: Vom Landbau. Fragmente. Lat.-dt. Artemis&Winkler, Düsseldorf/Zürich 2000.
- Cicero: Rede über den Oberbefehl des Cn. Pompeius. Lat.-dt. Reclam, Stuttgart 2007.
- Cicero: Rede für den Dichter A. Licinius Archias. Lat.-dt. Reclam, Stuttgart 2006.
- Ennius: Fragmente. Lat.-dt. Reclam, Stuttgart 2009.
- Hesiod: Theogonie. Gr.-dt. Reclam, Stuttgart 1999.
- Hesiod: Werke und Tage. Gr.-dt. Reclam, Stuttgart 2007.
- Horaz: Satiren und Episteln. Lat.-dt. SQAW 33. Akademie, Berlin 1991.
- Kepler, Johannes: Vom Neuen Stern im Fuß des Schlangenträgers. Übersetzt von Eva und Otto Schönberger und Eberhard Knobloch. Königshausen & Neumann, Würzburg 2006, ISBN 978-3-8260-3139-7.
- Kepler, Johannes: Kurze Darstellung der Copernicanischen Astronomie in sieben Bänden. Übersetzt von Eva und Otto Schönberger und Eberhard Knobloch. Königshausen & Neumann, Würzburg 2009, ISBN 978-3-8260-4202-7.
- Kepler, Johannes: Vom wahren Geburtsjahr Christi. Übersetzt von Eva und Otto Schönberger. Verlag Marie Leidorf, Rahden 2016, ISBN 978-3-86757-106-7.
- Kolluthos: Raub der Helena. Griechisch-deutsch. Einleitung, Text, Übersetzung und Anmerkungen von Otto Schönberger. Königshausen & Neumann, Würzburg 1993, ISBN 3-88479-819-7.
- Longinus: Vom Erhabenen. Gr.-dt. Reclam, Stuttgart 1988.
- Longos: Hirtengeschichten von Daphnis und Chloe. Gr.-dt. Artemis&Winkler, Düsseldorf/Zürich 1998.
- Macrobius: Tischgespräche am Saturnalienfest. Königshausen & Neumann, Würzburg 2008.
- Petrarca: Briefe in Versen. Königshausen & Neumann, Würzburg 2004.
- Petronius: Satyrgeschichten. Lat.-dt. SQAW 40. Akademie, Berlin 1992.
- Phaedrus: Liber fabularum – Fabelbuch. Lat.-dt. Reclam, Stuttgart 1992 u.ö.
- Nachkriegszeit in Würzburg (1946–1948). In: Wirsberg-Gymnasium Würzburg. Jahresbericht 1996/97. S. 48–65.
- Philostratus: Die Bilder. Gr.-dt. Königshausen & Neumann, Würzburg 2004.
- Physiologus. Gr.-dt. Reclam, Stuttgart 2001.
- Regiomontanus, Johannes: Schriften über den Nutzen der mathematischen Wissenschaften. Übersetzt von Eva und Otto Schönberger. Verlag Marie Leidorf, Rahden 2019, ISBN 978-3-86757-107-4.
- Reisch: Margarita philosophica. (Übersetzung der Ausgabe von 1517). Königshausen & Neumann, Würzburg 2016.
- Seneca (d. Ä.): Sentenzen, Einteilungen, Färbungen von Rednern und Redelehrern. Königshausen & Neumann, Würzburg 2004.
- Seneca: Apocolocyntosis divi Claudii. (zweispr.). Königshausen & Neumann, Würzburg 1990.
- Seneca: Naturwissenschaftliche Untersuchungen. Lat.-dt. Reclam, Stuttgart 1998.
- Statius: Der Kampf um Theben. Königshausen & Neumann, Würzburg 1998.
- Valla: Laurentius: Vom wahren und falschen Guten. Königshausen & Neumann, Würzburg 2004.
- Vergil: Georgica. Lat.-dt. Reclam, Stuttgart 2010.
- Vettius: Blütensträuße. Scripta-Mercaturae-Verlag, St. Katharinen 2004.
- Walahfrid Strabo: Über den Gartenbau. Lat.-dt. Reclam, Stuttgart 2002.